# Mario Kopić
Mario Kopić, (Dubrovnik, Croacia, 13 de marzo de 1965) es filósofo, ensayista y traductor.
Los principales intereses de Kopić son la historia de las ideas, la filosofía del arte, la filosofía de la cultura, la fenomenología y la filosofía de la religión. 
Mario Kopić estudió filosofía y literatura comparada en la Universidad de Zagreb. Continuó los estudios de fenomenología y antropología en la Universidad de Ljubljana y luego la historia de las ideas en el Instituto Friedrich Meinecke de la Universidad Libre de Berlín (bajo la supervisión de Ernst Nolte) y de la religión comparada y antropología de la religión en la Universidad de Roma La Sapienza (bajo la supervisión de Ida Magli).
La obra filosófica de Mario Kopić está influenciada por el enfoque filosófico italiano conocido como pensamiento débil, el pensamiento político de Hannah Arendt y el pensamiento político-ético de Jacques Derrida. Para él, el mundo es el espacio del ser como acontecimiento, y sólo entonces el escenario del conflicto nacional y social o político. El mundo, o la existencia, es nuestra responsabilidad ontológica, que precede a la responsabilidad política, judicial y moral. 
Kopić escribe extensamente sobre Friedrich Nietzsche, Heidegger, Hannah Arendt, Jacques Derrida, Gianni Vattimo, Reiner Schürmann y Dušan Pirjevec. También tradujo al croata obras de Nietzsche (Así habló Zaratustra, La genealogía de la moral), Giorgio Agamben, Gianni Vattimo, Jacques Derrida, Emmanuel Levinas, Dušan Pirjevec y otras.

## Obras publicadas
- Arte y filosofía: una antología (Filozofija i umjetnost - Antologija), Delo 11-12 / 1990, Belgrado 1990.
- Experimentar los márgenes del sentido (Iskušavanje rubova smisla: pabirci iz estetike), Dubrovnik 1991.
- Con Nietzsche en Europa (S Nietzscheom o Europi), Zagreb 2001.ISBN 953-222-016-X
- Nietzsche y Evola: El pensamiento como destino (Nietzsche e Evola: il pensiero come destino), Roma 2001.
- Un juicio al oeste (Proces Zapadu), Dubrovnik 2003. ISBN 953-7089-02-9
- Los desafíos de la post-metafísica (Izazovi post-metafizike), Sremski Karlovci - Novi Sad 2007. ISBN 978-86-7543-120-6
- La herida incurable del mundo (Nezacjeljiva rana svijeta), Zagreb 2007. ISBN 978-953-249-035-0
- Gianni Vattimo Reader (Ed.), (Gianni Vattimo: Čitanka (Ur.)), Zagreb 2008. ISBN 978-953-249-061-9
- Dušan Pirjevec, Muerte y nada (ed.), (Smrt i niština, (Ur.)) Zagreb 2009. ISBN 978-953-225-124-1
- Sextante: Los contornos de los fundamentos espirituales del mundo (Sekstant: Skice o duhovnim temeljima svijeta),Belgrado 2010. ISBN 978-86-519-0449-6
- Los latidos del otro (Otkucaji drugoga), Belgrado 2013. ISBN 978-86-519-1721-2
- Las ventanas: ensayos sobre arte y literatura (Prozori: Ogledi o umjetnosti), Dubrovnik 2015. ISBN 978-953-7835-24-8
- Oscuridad en la pupila del sol: ensayos filosóficos (Tama u zjenici sunca: Filozofski ogledi), Dubrovnik 2018 ISBN 978-953-7835-43-9
- Deseo y esfuerzo (Žudnja i stremljenje), Zagreb 2018. ISBN 978-953-341-117-0
- Contra lo obvio (Protiv samorazumljivosti), con Vedran Salvia, Dubrovnik 2020. ISBN 978-953-7835-57-6
- El otro mundo según Dante (Prekogroblje po Danteu), Zagreb 2021. ISBN 978-953-341-219-1
- La visión incurable de las palabras: aportes a una nueva ética (Neizlječivi pogled riječi: prilozi novoj etičnosti), Dubrovnik 2023. ISBN 978-953-7835-74-3
- Estudios sobre el amor y la muerte. Platón, Dante, Dostoievski, Derrida (Etide o ljubavi i smrti. Platon, Dante, Dostojevski, Derrida), Belgrado 2023. ISBN 978-86-80640-79-2